# Victor Bachereau-Reverchon
Pour les articles homonymes, voir Reverchon.
Victor Reverchon dit Bachereau, né le 17 mars 1842 à Batignolles-Monceau (Seine) et mort le 11 mai 1931 à Asnières-sur-Seine (Seine), est un peintre français.

## Biographie
Victor Reverchon est le fils de Jeanne Louise Reverchon, marchande de curiosités.
Élève de Pierre Gustave Deville, d'Ernest Hébert et de Léon Bonnat, il expose au Salon de 1863 à 1888.
Antiquaire de profession, il habite boulevard de Clichy. Il épouse en 1889 Louise Antoinette Marie Jovinet (1852-1917).
Il meurt à l'âge de 89 ans à son domicile d'Asnières-sur-Seine. Il est inhumé le 14 mai 1931 au cimetière du Père-Lachaise.

## Galerie

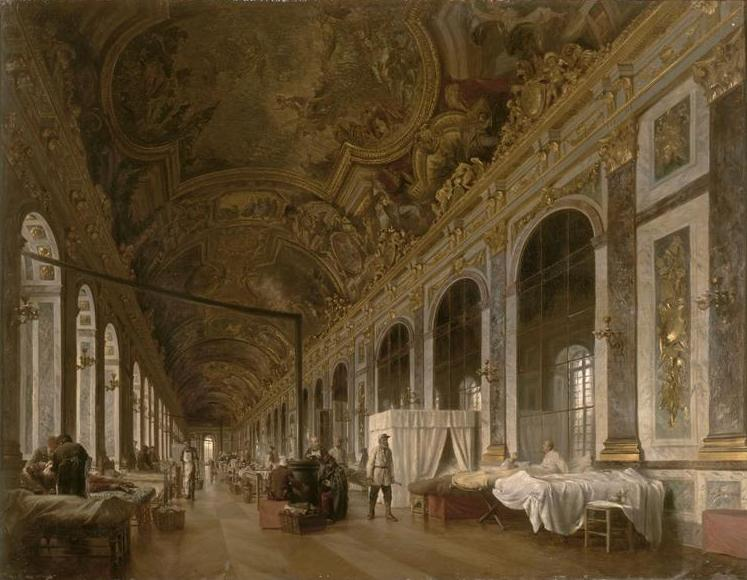
Galerie des Glaces du Château de Versailles transformée en ambulance militaire, 1874, Musée de l'Histoire de France, Versailles.
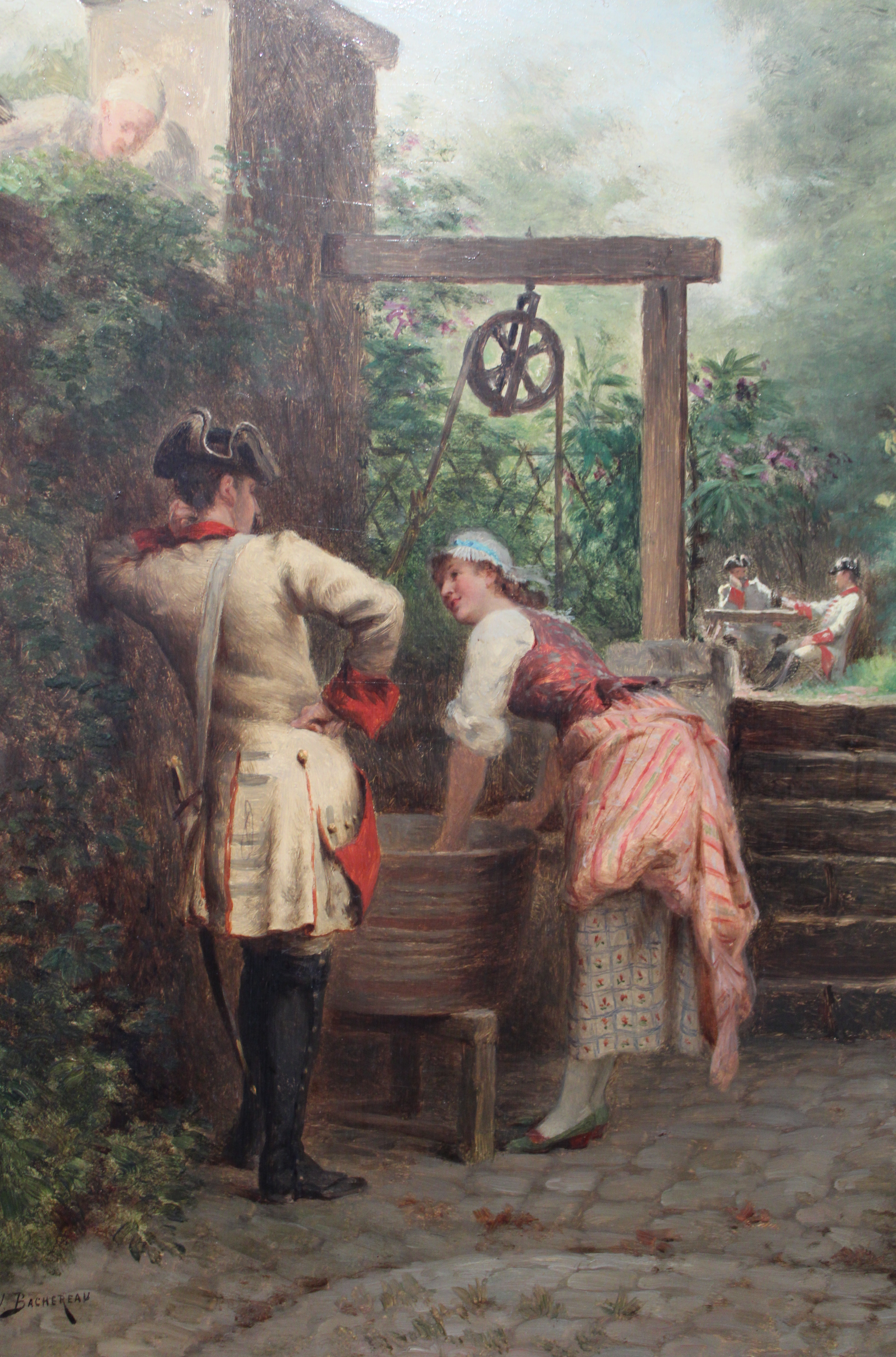
Scène galante, Musée de Soissons.

## Œuvres exposées aux Salons parisiens
- Pièces d’armures ; nature morte, au Salon de 1863
- Un combat singulier, au Salon de 1863
- Nature morte ; fruits, au Salon de 1863
- L’occasion fait le larron, au Salon de 1865
- Un coin à Clan, près Poitiers, au Salon de 1865
- Bertrand et Raton "D'animaux malfaisans, c’était un très-bon plat." (La Fontaine), au Salon de 1866
- Le rat qui s’est retiré du monde, au Salon de 1868
- Conseil tenu par les rats, au Salon de 1868
- Le singe qui montre la lanterne magique ; dessin au fusain (Florian, Fables), au Salon de 1868
- Le virtuose belliqueux ; aquarelle, au Salon de 1868
- Chevreuil ; panneau décoratif, au Salon de 1869
- Une querelle d’antichambre ; aquarelle, au Salon de 1869
- Chien poursuivant des canards ; panneau décoratif pour salle à manger, au Salon de 1870
- Le renard et le buste ; aquarelle. (La Fontaine, fables), au Salon de 1870
- Le fil et la chaîne ; aquarelle, au Salon de 1872
- Les pillards ; aquarelle, au Salon de 1872
- Coin de meuble, au Salon de 1873
- La partie de volant, au Salon de 1875
- Un martyr de la mode, au Salon de 1875
- Honni soit qui mal y pense !, au Salon de 1875
- La chambre de la Reine, le 6 octobre 1789, au Salon de 1876
- La galerie des Glaces, à Versailles, le lendemain du 19 janvier 1871, au Salon de 1877
- Tamerlan Après avoir vaincu Bajazet, au Salon de 1877
- La veille d'un mariage au XVIe siècle ; signature du contrat, au Salon de 1879
- En faction du côté de l'office, au Salon de 1879
- Présentation d’Henriette d’Entragues à Henri IV, au Salon de 1880
- Beaumarchais lisant le Mariage de Figaro chez la princesse de Lamballe, au Salon de 1881
- La fontaine Wallace de la place Clichy, au Salon de 1882
- Portrait de M. F., au Salon de 1882
- Trois aquarelles. Fontaine Wallace. Causerie. Pressante déclaration, au Salon de 1882
- Un coin de jardin à Auteuil, au Salon de 1883
- Un rapport suspect, au Salon de 1883
- Visite domiciliaire, au Salon de 1884
- Un cadre : 1. Le Printemps faisant fuir l'Hiver, plafond de salon exécuté à Paris 2. Projet pour un plafond de salle à manger, au Salon de 1887
- Attributs de musique, au Salon de 1888
- Attributs de guerre, au Salon de 1888
- Panneaux décoratifs, au Salon de 1888